# Bernard Yurke
Bernard Yurke (* 28. November 1951 in Wittenberg) ist ein US-amerikanischer Physiker, der sich mit Quantenoptik und Nanotechnologie befasst. 
Yurke wuchs in Boise, Idaho auf und studierte am Boise State College und der University of Texas at Austin, wo er 1975 seinen Bachelor-Abschluss und 1976 seinen Master-Abschluss machte. 1983 wurde er an der Cornell University mit einer Dissertation über  experimentelle Tieftemperaturphysik promoviert. Danach war er bei den Bell Laboratories, wo er bis 2008 blieb und Distinguished Member of the Technical Staff wurde. Zurzeit hat er eine Forschungsprofessur an der Boise State University.
Er forschte an den Bell Labs auf den verschiedensten Gebieten, unter anderem Tieftemperaturphysik, Quantenoptik, Festkörperphysik (u. a. Kinetik von Phasenübergängen in Flüssigkristallen), mikroelektromechanische Systeme, Biophysik und DNA-Nanotechnologie. 
Bernard Yurke gehörte an den Bell Labs als Theoretiker zu dem Team um Richart E. Slusher, das 1985 als Erstes  gequetschtes Licht erzeugte, ein Zustand nichtklassischen Lichts, bei dem das Quantenrauschen unter Berücksichtigung der Unschärferelation in unterschiedlichen Freiheitsgraden unterdrückt (gequetscht) ist. Sie erzeugten am Bell Lab auch als Erste gequetschte Mikrowellen.
Er war an den Bell Labs auch Teil eines Teams, das als Erstes Nanomaschinen basierend auf DNA herstellte. DNA-Stränge wurde schon zuvor in der Nanotechnologie als Informationsträger eingesetzt, die Gruppe konstruierte aber eine Maschine nur aus DNA, mit zwei DNA-Strängen, die wie eine Pinzette funktionierten, die durch einen dritten DNA-Strang geschlossen oder geöffnet wurde. 
2001 erhielt er den Max Born Award für seine Arbeiten in der Quantenoptik.
Er ist Fellow der American Physical Society, der American Association for the Advancement of Science und der Optical Society of America.
Als Hobby gibt er Fossiliensammeln an.